# Dicranomyia (Dicranomyia) kraaiensis
Dicranomyia (Dicranomyia) kraaiensis is een tweevleugelige uit de familie steltmuggen (Limoniidae). De soort komt voor in het Afrotropisch gebied.